# Donja Peščanica
Donja Peščanica (en serbe cyrillique : Доња Пешчаница) est un village de Serbie situé dans la municipalité d'Aleksinac, district de Nišava. Au recensement de 2011, il comptait 95 habitants.

## Démographie
| 1948 | 1953 | 1961 | 1971 | 1981 | 1991 | 2002 | 2011 |
| ---- | ---- | ---- | ---- | ---- | ---- | ---- | ---- |
| 146  | 141  | 161  | 157  | 148  | 129  | 122  | 95   |

|  |